# كين غريفي جونيور
كين غريفي جونيور (بالإنجليزية: Ken Griffey Jr.)‏ هو لاعب كرة قاعدة وطيار أمريكي، ولد في 21 نوفمبر 1969 في دونورا ‏ في الولايات المتحدة.

## وصلات خارجية
- كين غريفي جونيور على موقع دوري كرة القاعدة الرئيسي (الإنجليزية)
- كين غريفي جونيور على موقعبيزبول رفرنس.كوم (الدوري الرئيسي) (الإنجليزية)
- كين غريفي جونيور على موقعبيزبول رفرنس.كوم (الدوري الثانوي) (الإنجليزية)
- كين غريفي جونيور على موقع إي إس بي إن.كوم (أم.أل.بي) (الإنجليزية)
- كين غريفي جونيور على موقع مشجعي الرسوم البيانية (الإنجليزية)
- كين غريفي جونيور على موقع قاعة مشاهير كرة القاعدة (الإنجليزية)
- كين غريفي جونيور على موقع الموسوعة البريطانية (الإنجليزية)
- كين غريفي جونيور على موقع إن إن دي بي (الإنجليزية)
- كين غريفي جونيور على موقع ديسكوغز (الإنجليزية)